# Trésor Kapuka
 (novembre 2020).
 (novembre 2020).
Trésor Kapuka (ou Trésor Kapuku Ngoy) est un homme politique, homme d'affaires et ministre chrétien kino-congolais (République démocratique du Congo),. 
Il a été gouverneur du Kasaï-Occidental à partir de mars 2007 avant de démissionner en 2011 . Il a d'abord été destitué le 7 Juin 2007, par un vote de l'assemblée provincial, mais la Cour suprême de la république démocratique du Congo a contestée la décision, la trouvant inconstitutionnelle. Il sera remplacé par Hubert Kasubado en 2011
Kapuka possède une carrière de pierre. Il est aussi marié à Angélique Kapuku Ngoy, ensemble ils ont trois fils et une fille qui ont déménagé aux États-Unis pour leurs études. 